# Endless Rain
Endless Rain è un singolo del gruppo musicale giapponese X Japan, pubblicato nel 1989, tratto dall'album Blue Blood.

## Tracce
1. Endless Rain - 6:35 -  (Yoshiki - Yoshiki)
2. X (Live 10 giugno 1989) - 9:40 -  (Hitomi Shiratori - Yoshiki)

## Formazione
- Toshi - voce
- Taiji - basso
- Pata - chitarra
- Hide - chitarra
- Yoshiki - batteria & pianoforte